# 黃語芊
黃語芊（英語：Wong Yu Chin Mavis，2012年10月4日—），是香港女童星、小模特兒、小主持人、小演員，現為Big Big小明星BigBigKids成員之一，於無綫電視劇集演出，參與電視劇、廣告、硬照及宣傳片拍攝。擅長朗誦、游泳、跳芭蕾舞、彈豎琴及唱歌。2021年5-9月正式簽約為無綫藝人，現為自由身。

## 演出作品

### 綜藝節目（無綫電視）
| 年份   | 節目名                             | 備註                           |
| 2017年 | Big Big小明星2017                  | 參賽者                         |
| 2017年 | 2017年度香港小姐競選               | 固定演出                       |
| 2018年 | bigbigchannel大公司周年慶          | 固定演出                       |
| 2019年 | 小戲骨大龍鳳（節目預告）           | 小杏兒/小小姐助手              |
| 2019年 | 第384集嘉賓                        |                                |
| 2019年 | 珍惜香港 發放娛樂 TVB 52年         | 固定演出                       |
| 2020年 | bigbig動漫節                       | 固定演出                       |
| 2020年 | 衝上雲霄大選                       | 固定演出                       |
| 2021年 | 日日媽媽聲                         | 第4集嘉賓                      |
| 2021年 | 開心大綜藝                         | 第7集嘉賓                      |
| 2021年 | 兒歌金曲SUMMERFEST                 | 固定演出                       |
| 2021年 | 傑出小童星嘉許典禮                 | 與張鈞睿獲頒「最有默契拍檔獎」 |
| 2022年 | 2022年度香港小姐競選：美麗傳奇50載 | 芊芊（模仿梁麗翹）             |
| 2022年 | 萬眾同心公益金                     | 固定演出                       |
| 2023年 | 慈善星輝仁濟夜                     | 固定演出                       |

### 主持節目（無綫電視）
| 年份           | 節目名        | 備註      |
| 2017年至2020年 | Big Big小明星 | 小主持    |
| 2020年至2021年 | Think Big天地 | 小KOL主持 |
| 2021年至今     | Hands Up      | 小主持    |

### 電視劇（無綫電視）
| 年份   | 劇名         | 角色           |
| 2020年 | 機場特警     | 辛凱晴（童年） |
| 2021年 | 七公主       | 嬅嬅           |
| 2021年 | 陀槍師姐2021 | 貓咪V.O.       |
| 2022年 | 痞子殿下     | 霍小妹（童年） |
| 2022年 | 美麗戰場     | 鍾家寶（童年） |
| 2022年 | 法證先鋒V    | 芊芊           |
| 2023年 | 隱形戰隊     |                |
| 2024年 | 神耆小子     | 擦字膠仙子     |
| 2025年 | 痞子無間道   | 高強（童年）   |

### 廣告
- 2020年：維特健靈目清素

### MV演出
| 年份   | 歌曲                                 | 主唱   |
| 2021年 | 《星空下的仁醫》主題曲：好好珍惜自己 | 鍾嘉欣 |

## 活動
- 澳門冒險挑戰賽冒險王國
- Think Big共童跳
- 小明星2018全城起動日
- LITTLE MISS HONGKONG宣傳
- 玩創復活節2018
- KIDS夏日大賞
- bigbigshop動漫節宣傳

## 獎項及提名
| 年份   | 頒獎單位                         | 獎項           | 作品         | 結果         | 頒獎嘉賓 |
| ------ | -------------------------------- | -------------- | ------------ | ------------ | -------- |
| 2021年 | 《無綫電視：傑出小童星嘉許典禮》 | 最有默契拍擋獎 | 《機場特警》 | 與張鈞睿獲獎 | 張振朗   |

## 外部
- 黃語芊的Instagram帳戶
- 黃語芊官方影迷會的Instagram
- 黃語芊Mavis後援Fansclub（不公開）
- 黃語芊的Facebook專頁
- 黃語芊的YouTube頻道 （页面存档备份，存于）